# Historický altán (Horní Prysk)

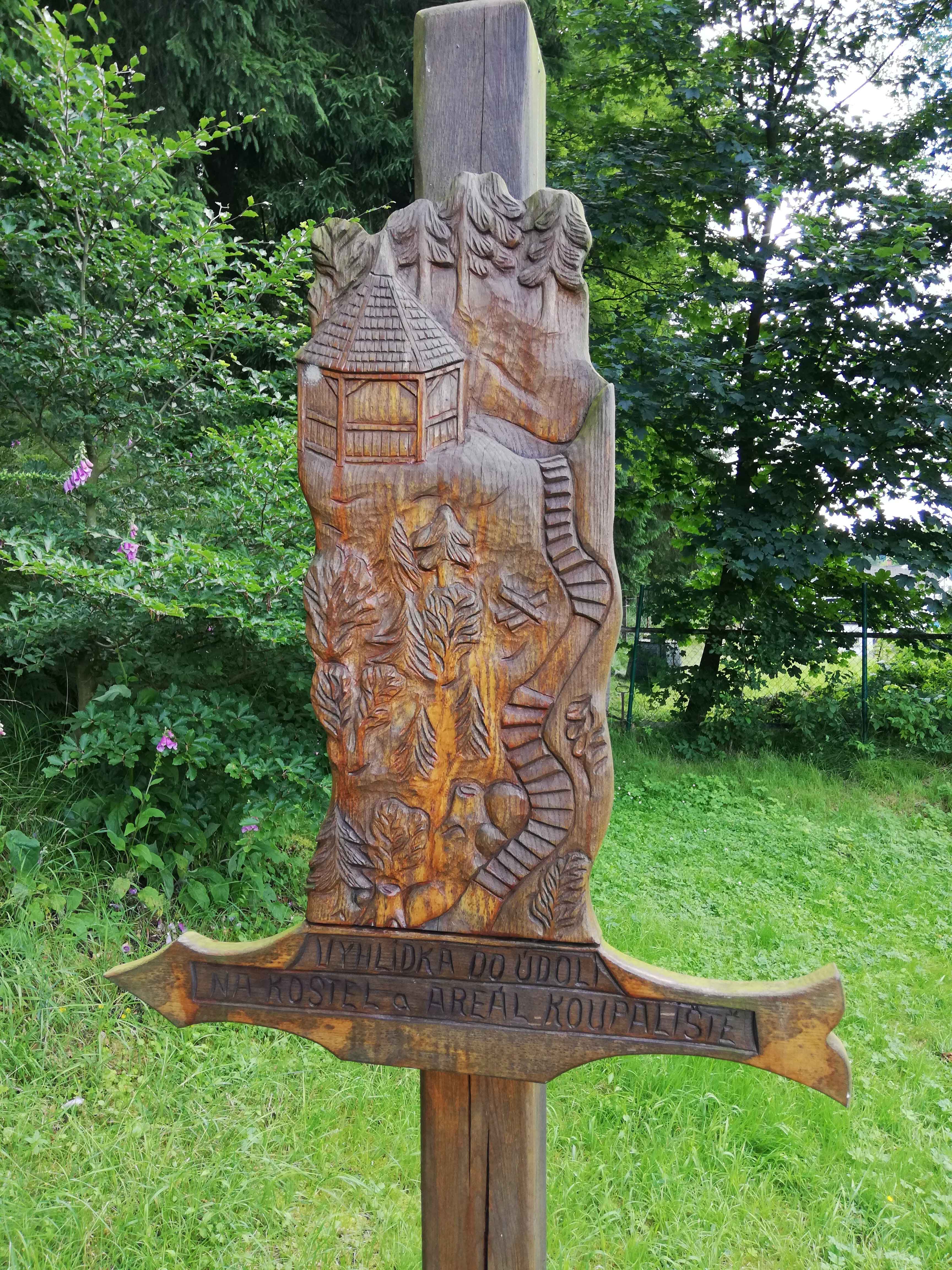
Dřevěný vyřezávaný ukazatel (od řezbáře Petra Jelínka) v rohu koupaliště ukazující k dolnímu konci schodiště vedoucímu k vyhlídce a k historickému altánu nad Horním Pryskem

Vyhlídkový historický altán je turistický přístřešek v okrese Česká Lípa v Libereckém kraji v nadmořské výšce asi 445 m nad obcí Horní Prysk. V místě je kromě altánu ještě malé tábořiště s výhledem na obec Horní Prysk (koupaliště, kostel sv. Petra a Pavla) a na zhruba 1000 metrů (vzdušnou čarou) severovýchodním směrem vzdálený Ovčácký vrch (622 m n. m.). Proti historickému altánu (zhruba 200 metrů vzdušnou čarou západním směrem) na protějším kopci (oba kopce s altány nad Horním Pryskem jsou odděleny údolím, kterým vede silnice Prácheň – Horní Prysk) se nachází altán Rudolfinum.

## Popis
Altán byl vystavěn v roce 2016 jako kopie podle dosud jediné dochované dobové fotografie. Nachází se na 2500 metrů dlouhé Meixnerově pohybové stezce, jenž začíná u místního obecního úřadu v Dolním Prysku a končí v centru Horního Prysku. Pohybová stezka vytváří přirozenou volnočasovou a turistickou spojnici obou částí Prysku, vede mimo silnici a její projekt byl v obci Prysk realizován za přispění prostředků státního rozpočtu ČR z programu Ministerstva pro místní rozvoj.

## Dostupnost
Historický altán nad Horním Pryskem je přístupný pohodlným schodištěm začínajícím ve volně přístupném areálu koupaliště v Horním Prysku. Na schodiště upozorňuje v rohu areálu koupaliště umístěný dřevěný ukazatel. Tento a ostatní směrovníky na celé pohybové stezce byly vytvořeny místním rodákem – řezbářem Petrem Jelínkem. Po výstupu na plochý a kamenitý vrcholek kopce nad koupalištěm se turista dostává nejprve na vyhlídkové místo (odsud je dobře viditelný altán Rudolfinum i domy a příroda v hlubokém údolí, kterým vede silnice Prácheň – Horní Prysk). Od vyhlídkového místa pak vede úzká pěšinka jihovýchodním směrem a po cca po 60 metrech se již nachází (na mírné vyvýšenině) historický altán. Pokud pokračuje návštěvník od historického altánu stále dál po stezce jihovýchodním směrem dostane se (dle mapy po cca 80 metrech chůze) do oblasti skal. Tam někde stezka podle mapy končí, ale měla by se zde nacházet tzv. Rumcajsova jeskyně (spolehlivý přístup k ní je ale z jiného místa koupaliště v Horním Prysku).

## Galerie

Pohledy od historického altánu
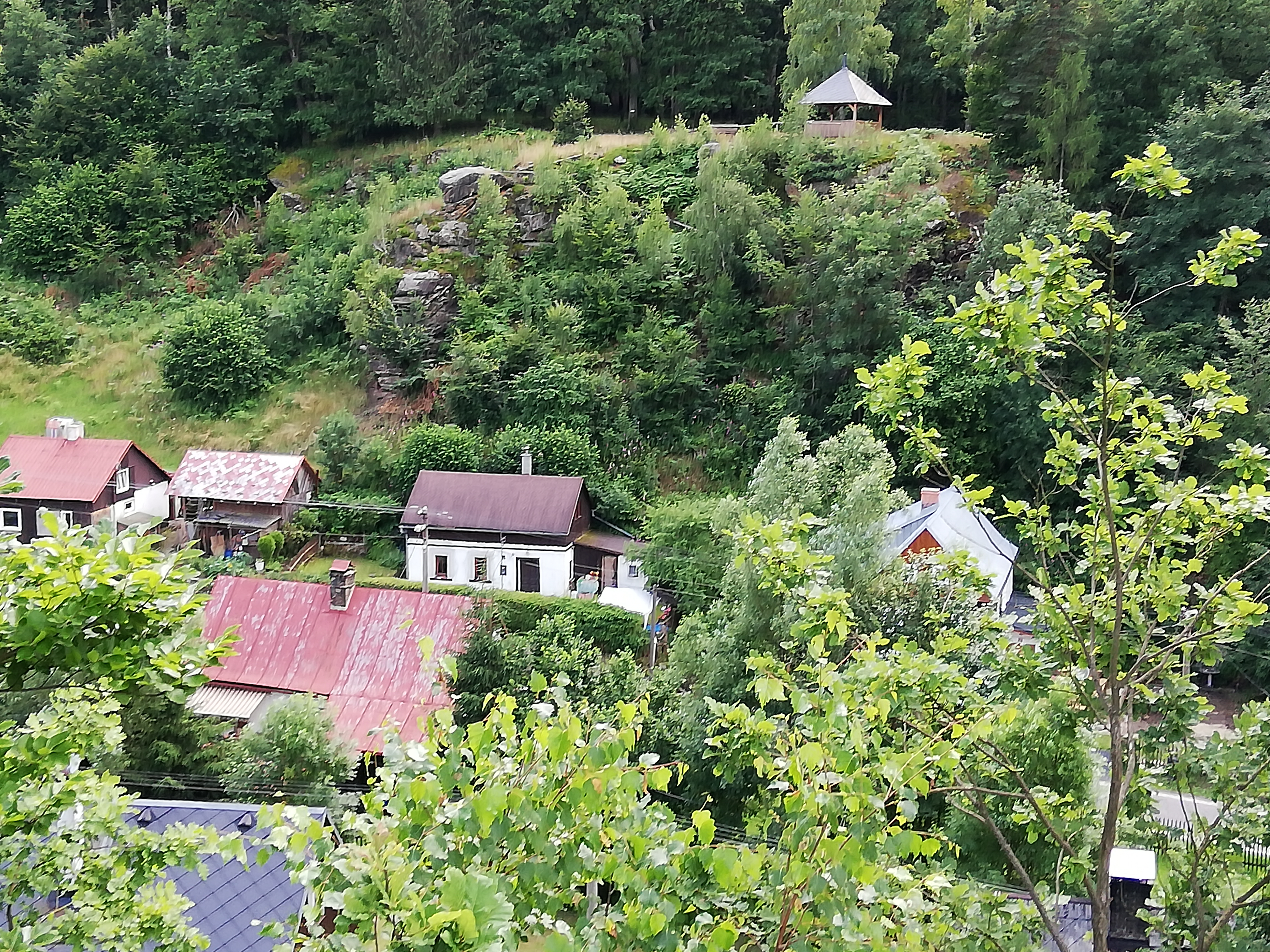
K altánu Rudolfinum
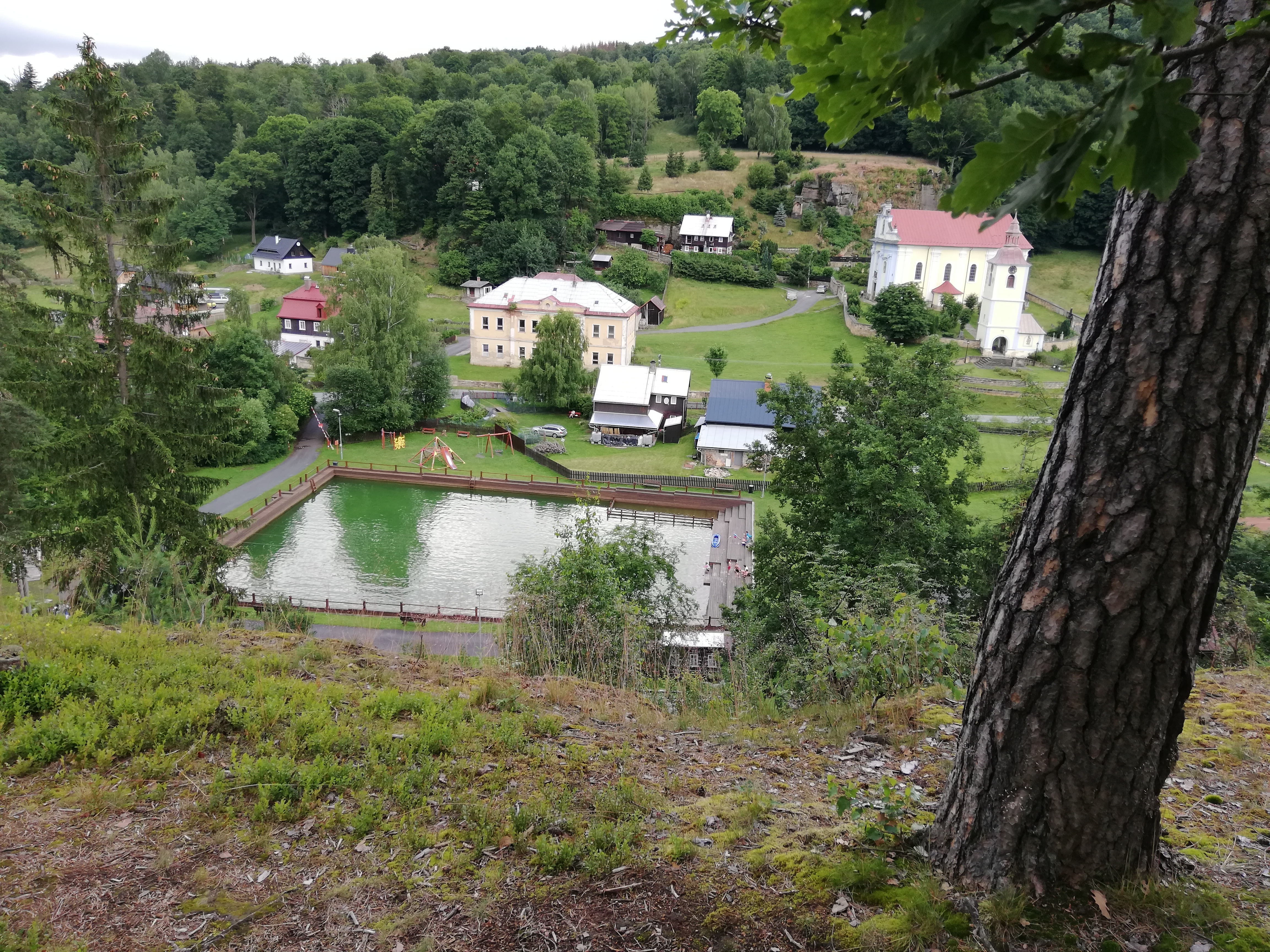
Ke koupališti a kostelu sv. Petra a Pavla
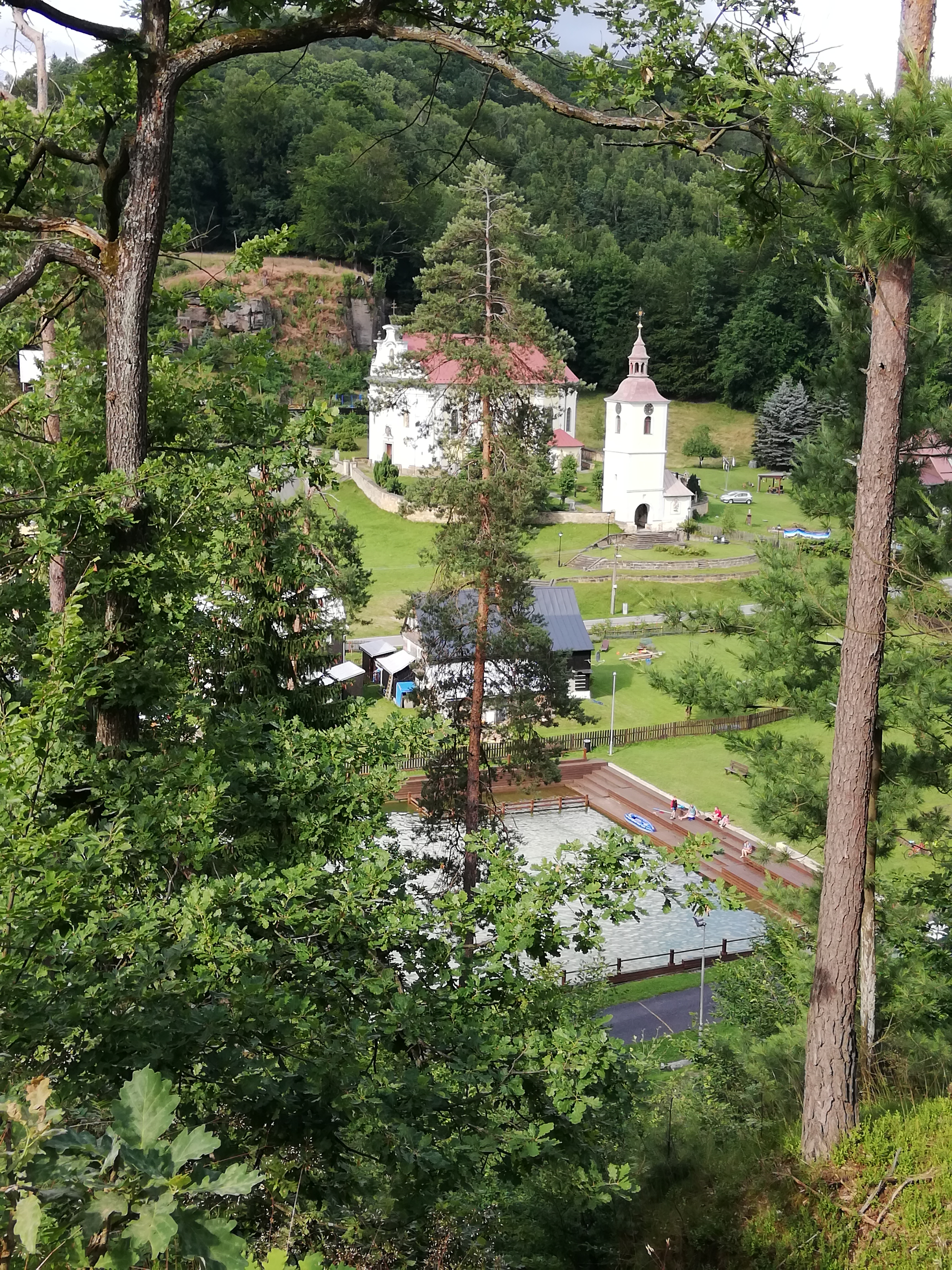
Ke koupališti a kostelu sv. Petra a Pavla